# Leiber e Stoller
Leiber e Stoller, anche conosciuti come Leiber and Stoller, Leiber & Stoller e, più raramente, Elmo Glick, sono stati un duo di produttori e autori di canzoni composti dal paroliere Jerome Leiber (25 aprile 1933 - 22 agosto 2011) e il compositore Michael Stoller (nato il 13 marzo 1933).

## Storia
Leiber e Stoller iniziarono a collaborare nei primi anni cinquanta. Decretarono il loro successo firmando brani crossover come Hound Dog (1952) e Kansas City (1952). Più tardi realizzarono tracce influenti con band come i Coasters, dei quali scrissero Young Blood (1957), Searchin' (1957) e Yakety Yak (1958), il cui testo giovanile e vernacolare viene cantato con una prosa più teatrale che personale.
Leiber e Stoller scrissero diversi successi di Elvis Presley tra cui Love Me (1956), Jailhouse Rock (1957), Loving You (1957), Don't (1957) e King Creole (1957). I due collaborarono anche assieme ad altri artisti come Barry Mann/Cynthia Weil (On Broadway, 1963), Ben E. King (Stand By Me, 1962) e Doc Pomus (Young Blood, 1957). Nel 1964 lanciarono con George Goldner la Red Bird Records, che pubblicò alcuni dei più importanti brani girl group risalenti al cosiddetto periodo d'oro del Brill Building.
Nel 1985, il duo di produttori venne inserito nella Songwriters Hall of Fame. Due anni più tardi venne ammeso nella Rock and Roll Hall of Fame.
A Leiber e Stoller sono accreditati oltre 70 brani entrati in classifica.